# Kościół garnizonowy św. Jerzego w Łodzi
Kościół garnizonowy św. Jerzego (dawna cerkiew garnizonowa św. Aleksego Metropolity Moskiewskiego) – kościół rzymskokatolicki przy ulicy św. Jerzego 9 w Łodzi.

## Historia

### Cerkiew garnizonowa św. Aleksego
Pomysł budowy wojskowej cerkwi zrodził się dla uczczenia 37. Jekaterynburskiego Pułku Piechoty (który stacjonował w Łodzi od 1863 r.) i setnej rocznicy jego powstania obchodzonej w 1896 r. Komitet budowy świątyni założono w 1894 r., na jego czele stał gubernator piotrkowski. Stworzenie projektu zlecono Franciszkowi Chełmińskiemu, ukończył go wiosną 1895 r.
Głównymi fundatorami cerkwi byli łódzcy fabrykanci (ewangelicy, katolicy i żydzi), m.in. Juliusz Heinzel, Juliusz Kunitzer i Izrael Poznański. Budowę, pod kierownictwem Roberta Nestlera, rozpoczęto w tym samym roku, a ukończono rok później. Cerkiew została poświęcona 27 listopada 1896 r.   

#### Architektura
Świątynię postawiono wzorując się na innych cerkwiach garnizonowych obszaru petersburskiego. Wnętrze obiektu było jednak nietypowe, łączyło bowiem dwie funkcje: sakralną (miejsce modlitw) oraz użytkową (ujeżdżalnia koni dla wojska). Sakralna (obecnie prezbiterium) mieściła się na planie kwadratu, natomiast maneż (obecna nawa) ulokowano w szerokiej i wysokiej nawie o kształcie prostokąta z kratownicami podtrzymującymi dach.  

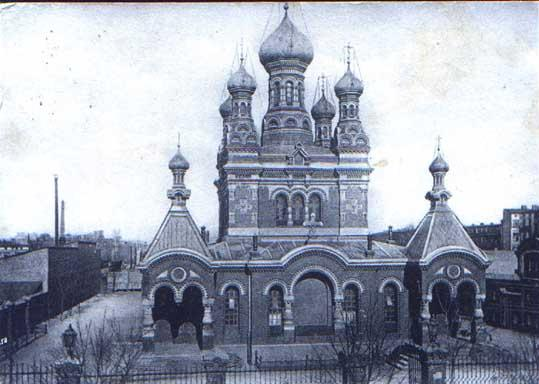
rok 1906
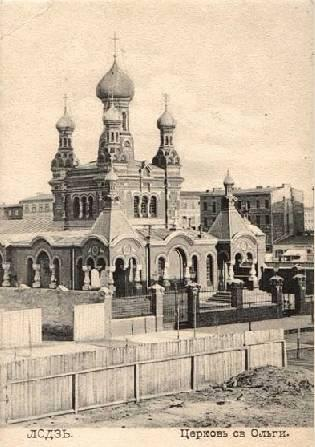
rok 1907
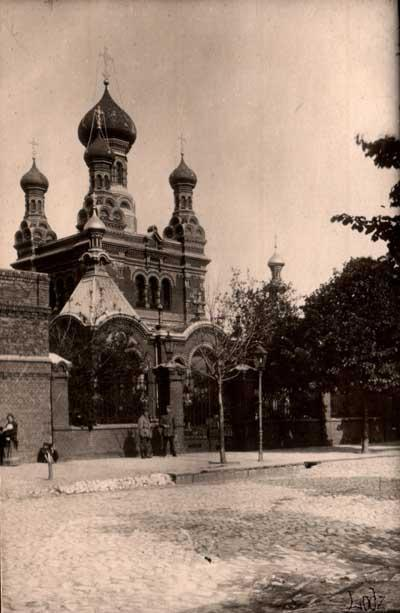
rok 1914

### Kościół garnizonowy św. Jerzego
Po odzyskaniu niepodległości (1918) cerkiew przejął Kościół katolicki i utworzył przy nim parafię wojskową. Wtedy zlikwidowano oryginalne kopuły, nadające świątyni wschodni charakter. Najprawdopodobniej w 1920 r. do kościoła sprowadzono kopię obrazu Matki Boskiej Częstochowskiej, którą koronowano po raz pierwszy w 1926 r., jako Hetmankę Żołnierza Polskiego. 
W lipcu 1928 r. przy kościele utworzono także greckokatolicką parafię wojskową pw. Zwiastowania Najświętszej Marii Panny, której administratorem, a następnie proboszczem został ks. Mikołaj Ilków. Funkcjonowała do września 1939 r.
Podczas II wojny światowej okupant niemiecki zlikwidował kościół zamieniając go całkowicie w garnizonową ujeżdżalnię koni. 
W 1946 r., w wyniku działań ks. płk. Włodzimierza Ławrynowicza, świątynia stała się kościołem filialnym parafii św. Józefa przy ul. Ogrodowej w Łodzi i siedzibą duszpasterstwa wojskowego. W 1990 r. biskup polowy Sławoj Leszek Głódź erygował przy kościele parafię wojskową. 8 września 1996 r. bp Sławoj Głódź dokonał rekoronacji obrazu Matki Bożej Hetmanki Żołnierza Polskiego. 27 czerwca 1998 przed kościołem odsłonięto pierwszy (jeden z dwóch) łódzki pomnik papieża Jana Pawła II. Świątynia została wpisana do gminnej ewidencji zabytków miasta Łodzi.

## Wnętrze
Kościół jest halowy (jednonawowy), przykryty dwuspadowym dachem; we wschodniej części znajduje się kruchta z tablicami pamiątkowymi, nad nią empora z organami. W połowie długości budynku ustawiono ołtarze boczne z obrazem św. Józefa z Dzieciątkiem i Matki Bożej. Prezbiterium (dawna część sakralna cerkwi) znajduje się w zachodniej części świątyni (od strony ulicy) z ołtarzem głównym, za którym leży zakrystia. W kościele widoczne są modernistyczne witraże według projektu ks. Tadeusza Furdyny, salezjanina, wykonane przez Z. Kośnickiego. Przedstawiają sceny ze Starego i Nowego Testamentu. W kościele stoi również stara ambona.

### Ołtarz główny
Ołtarz główny, w stylu bizantyjskim, jest pozostałością prawosławnego ikonostasu. Główne miejsce zajmuje Obraz Matki Boskiej Hetmanki Żołnierza Polskiego. Obraz może być przysłaniany obrazem św. Jerzego – kopią dzieła Juliusza Kossaka. W ołtarzu znajdują się również ikony Ostatniej Wieczerzy, chusty św. Weroniki oraz gipsowe rzeźby czterech ewangelistów.

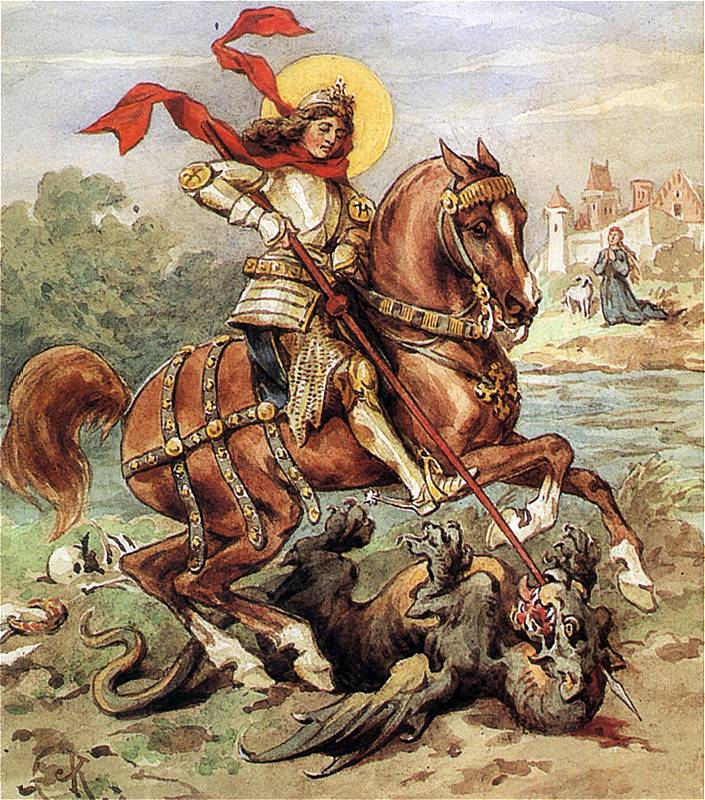
św. Jerzy (J. Kossak)

### Obraz Matki Boskiej Hetmanki Żołnierza Polskiego
Obraz Matki Bożej Hetmanki Żołnierza Polskiego to kopia jasnogórskiego obrazu nieznanego autorstwa. Przypuszczalnie znajduje się w kościele od 1920 r. Pierwsza koronacja obrazu miała miejsce w 1926 r. Wtedy to obraz został ubrany w srebrną suknię. W XX-leciu międzywojennym stawiana obok Matki Boskiej Częstochowskiej jako główna opiekunka żołnierzy. W czasie wojny ukrywany był przez mjr. Eugeniusza Responda. Rekoronacji obrazu dokonał ks. bp Sławoj Leszek Głódź 8 września 1996 r. w 100. rocznicę wybudowania świątyni i 70. rocznicę pierwszej koronacji. Następnego dnia Matce Bożej złożono jako wota ok. 250 odznaczeń wojskowych i ok. 300 pamiątek rodzinnych. 8 grudnia tego roku ks. płk. Stanisław Rospondek oddał w darze wotywnym swoją buławę pułkownikowską.

## Teren kościoła
Na zewnątrz kościoła znajdują się: pomnik Jana Pawła II, rzeźba Jezusa Chrystusa, rzeźba Matki Bożej Fatimskiej, dzwonnica, a za kościołem plebania.

### Pomnik papieża Jana Pawła II
Pomnik papieża Jana Pawła II przed kościołem św. Jerzego jest pierwszym łódzkim pomnikiem papieża Polaka. Został zaprojektowany przez Annę Wierzbowską-Grabiwodę z inicjatywy ówczesnego proboszcza parafii ks. płk. Stanisława Rospondka. Pomnik odsłonięto i poświęcono 27 czerwca 1998 r.

### Dzwonnica
Na dzwonnicy wiszą dwa dzwony
|            | Waga (kg) | Ton uderzeniowy | Rok odlania    | Odlewnia                         |
| ---------- | --------- | --------------- | -------------- | -------------------------------- |
| Duży dzwon | ~300 kg   | g"              | lata 50. XX w. | Metalut, Łódź                    |
| Mały dzwon | ~250 kg   | c"              | 2 poł. XX w.   | Śląska Odlewnia Dzwonów, Wrocław |

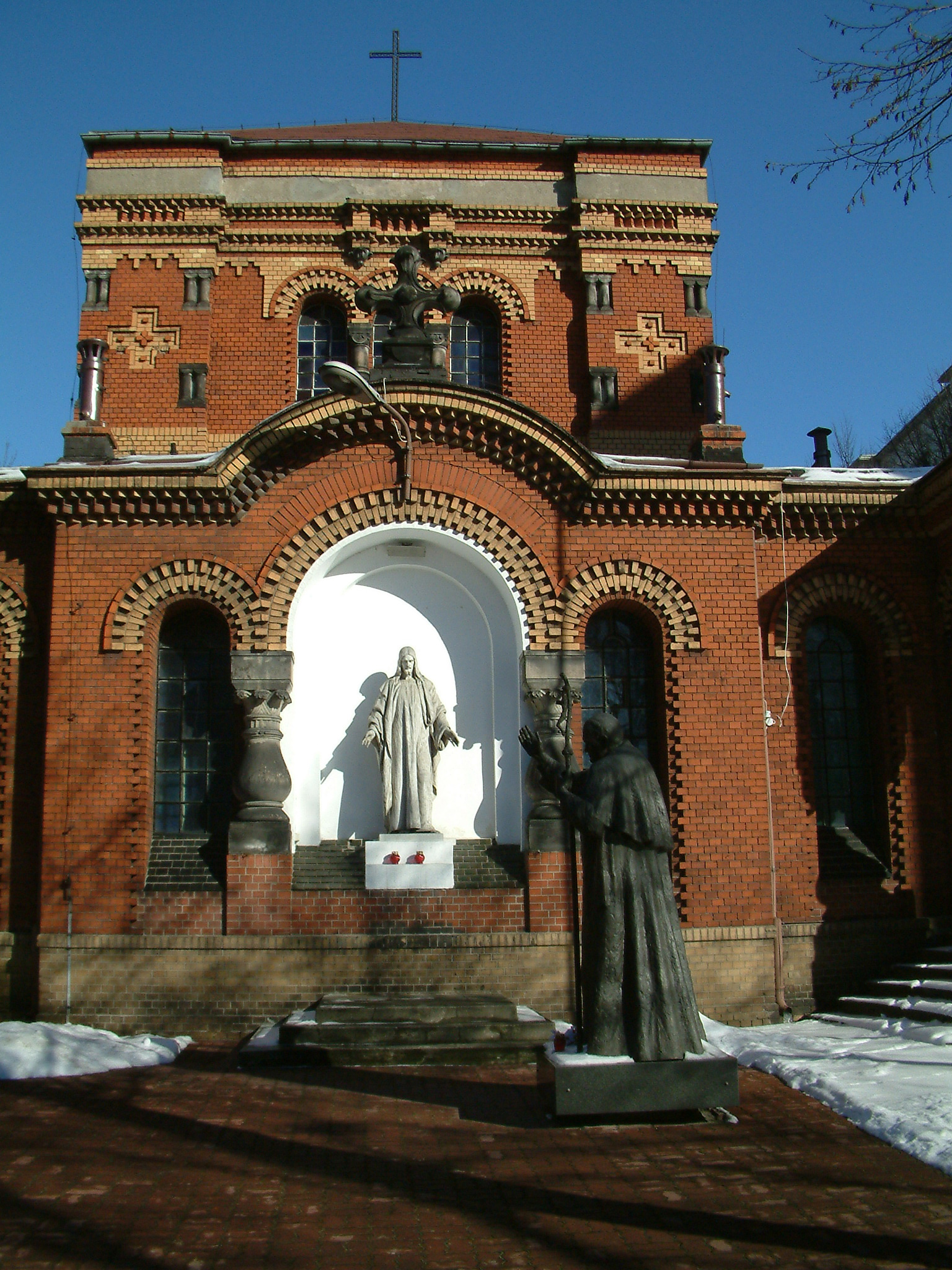
pomnik papieża i rzeźba Jezusa